# Sharlee D’Angelo

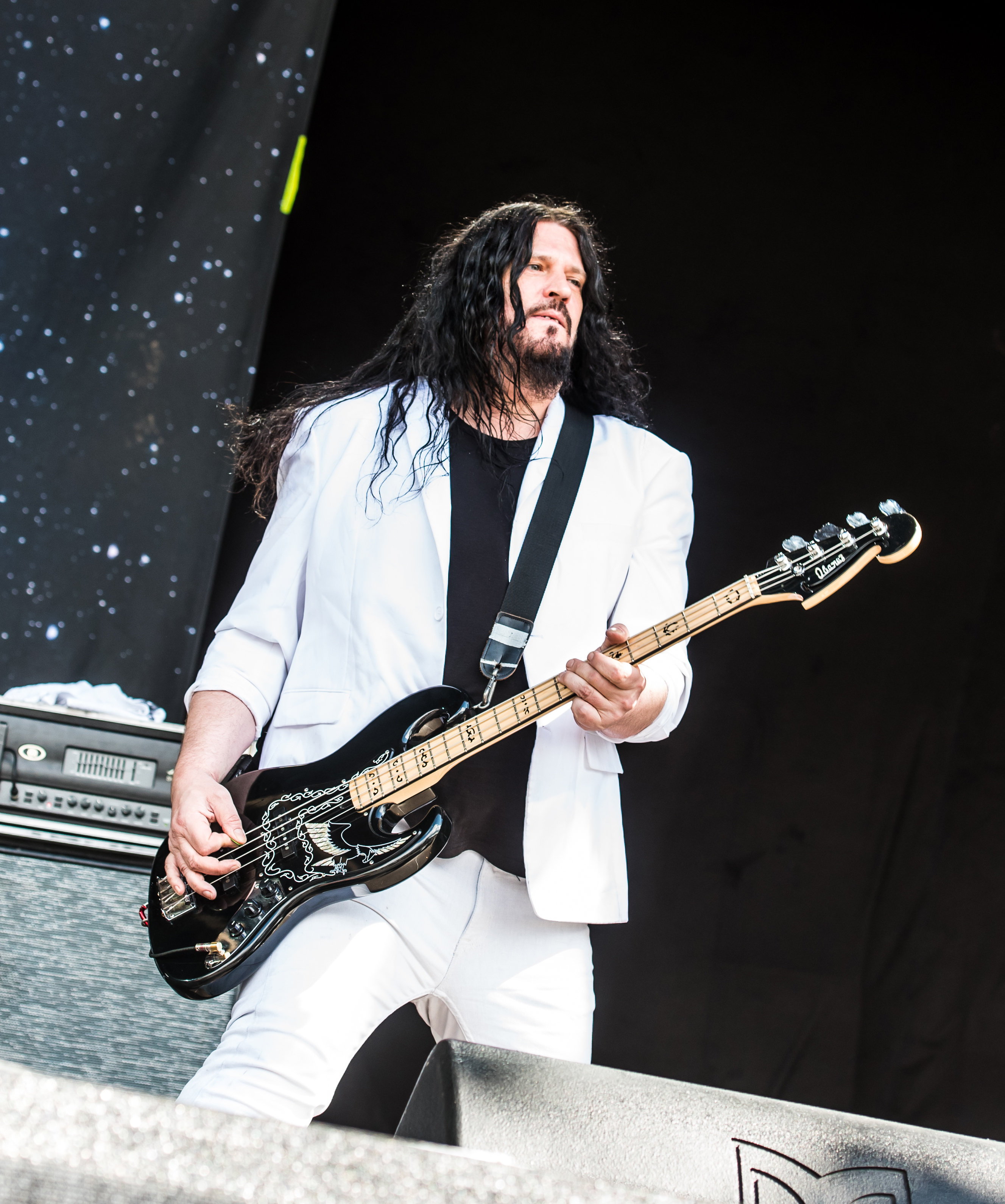
Sharlee D’Angelo, 2018

Sharlee D’Angelo (* 27. April 1973, bürgerlich Charles Petter Andreason) ist ein schwedischer Bassist. Er ist Mitglied in mehreren Rock- und Metal-Bands, darunter Arch Enemy, The Night Flight Orchestra und Witchery.

## Werdegang
D’Angelo begann seine Karriere im Jahre 1990 in der Band von King Diamond, wo er Hal Patino ersetzte. Mit King Diamond hatte D’Angelo allerdings keine Veröffentlichungen. Von 1993 bis 1999 spielte er in der wiedervereinigten Band Mercyful Fate, mit der er vier Studioalben herausbrachte. 1997 gehörte D’Angelo zu den Gründungsmitgliedern der Thrash-/Speed-Metal-Band Witchery und der Heavy-Metal-Band Sinergy. Bei letzterer Band spielte er zusammen mit den Gitarristen Alexi Laiho (damals Children of Bodom) und Jesper Strömblad (damals In Flames). Allerdings verließ er Sinergy nach dem Debütalbum wieder.
1999 trat D’Angelo der Melodic-Death-Metal-Band Arch Enemy bei. Die Band wurde dreimal für den schwedischen Musikpreis Grammis nominiert. 2016 gründete er mit einigen ehemaligen Arch-Enemy-Mitgliedern das Projekt Black Earth. Seit 2005 spielt D’Angelo in der Stoner-Rock-Band Spiritual Beggars. 2012 gründete er u. a. mit den Soilwork-Mitgliedern Björn Strid und David Andersson die AOR-Band The Night Flight Orchestra. Mit dieser Band veröffentlichte D’Angelo fünf Studioalben und erhielt zwei Nominierungen für den Grammis.

## Diskografie
| mit Arch Enemy - 1999: Burning Bridges - 2001: Wages of Sin - 2003: Anthems of Rebellion - 2005: Doomsday Machine - 2007: Rise of the Tyrant - 2009: The Root of All Evil - 2011: Khaos Legions - 2014: War Eternal - 2017: Will to Power - 2022: Deceivers - 2025: Blood Dynasty | mit Dismember - 2000: Hate Campaign mit Facelift - 1997: State of the Art mit IllWill - 1998: Evilution mit Mercyful Fate - 1994: Time - 1996: Into the Unknown - 1998: Dead Again - 1999: 9 | mit The Night Flight Orchestra siehe The Night Flight Orchestra#Diskografie mit Sinergy - 1999: Beware the Heavens mit Spiritual Beggars - 2005: Demons - 2010: Return to Zero - 2013: Earth Blues - 2016: Sunrise to Sundown mit Witchery siehe Witchery#Diskografie |